# Troféu Calunga de melhor ator em longa-metragem

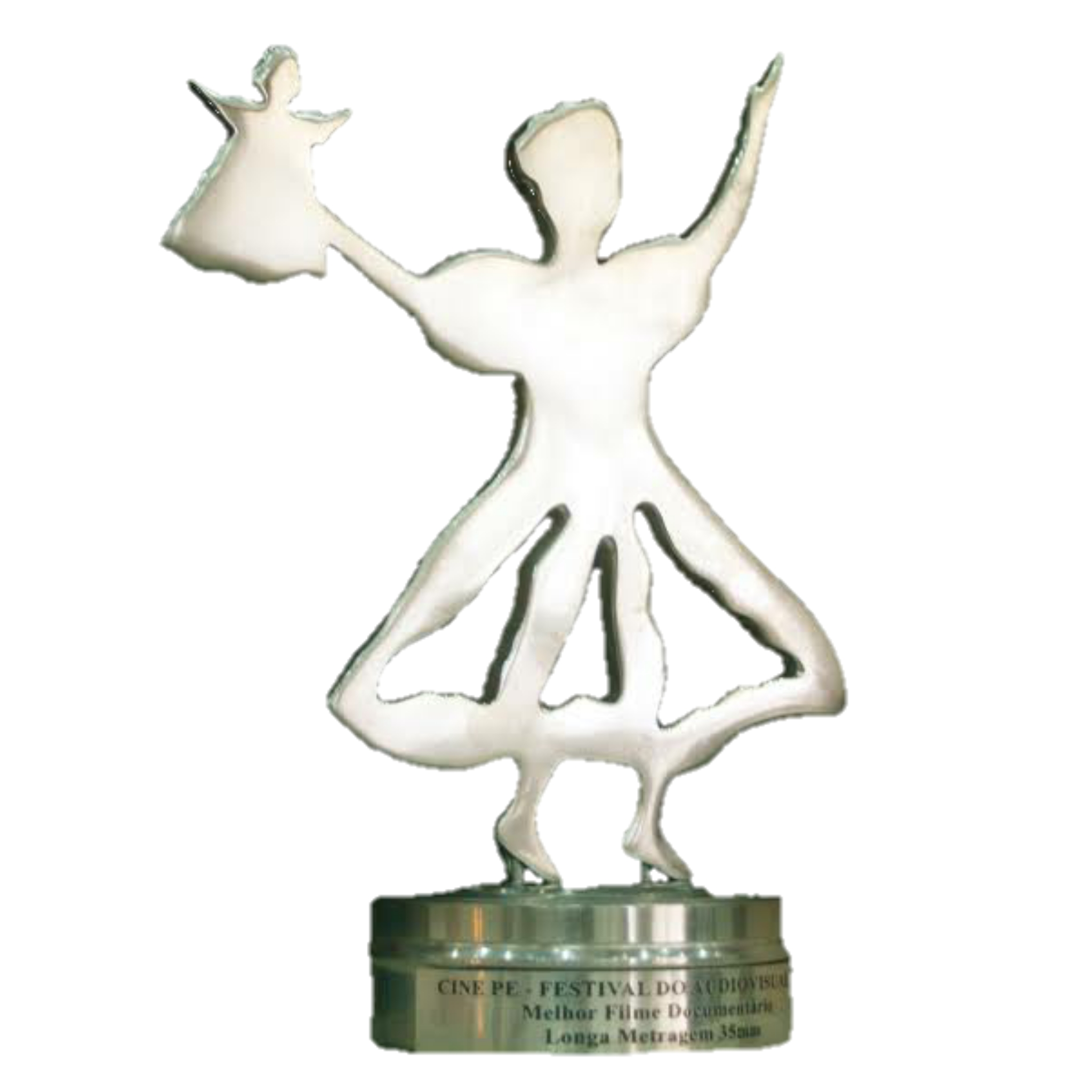
Troféu Calunga

O Troféu Calunga de melhor ator em longa-metragem é um prêmio laureado ao melhor ator em um longa-metragem brasileiro concebido pelo Cine PE, festival audiovisual do cinema brasileiro.

## Lista de Vencedores
- A lista a seguir conta com os nomes divulgados no site oficial do Cine PE - Festival do Audiovisual[3]:

### Década de 1990
| Ano  | Vencedora               |
| ---- | ----------------------- |
| 1998 | Chico Díaz Os Matadores |
| 1999 | Daniel Dantas Traição   |

### Década de 2000
| Ano  | Vencedora                                           |
| ---- | --------------------------------------------------- |
| 2000 | Antônio Fagundes No Coração dos Deuses              |
| 2001 | Rodrigo Santoro / Aleijadinho Bicho de Sete Cabeças |
| 2002 | Marco Ricca O Invasor                               |
| 2003 | José Dumont Narradores de Javé                      |
| 2004 | Giulio Lopes Contra Todos                           |
| 2005 | Guilherme Vieira / Cleslay Delfino No Meio da Rua   |
| 2006 | —                                                   |
| 2007 | Matheus Nachtergaele Tapete Vermelho                |
| 2008 | Chico Santana Simples Mortais                       |
| 2009 | Chico Díaz Praça Saens Peña                         |

### Década de 2010
| Ano  | Vencedora                                         |
| ---- | ------------------------------------------------- |
| 2010 | Francisco Miguez As Melhores Coisas do Mundo      |
| 2011 | Caco Ciocler Família Vende Tudo                   |
| 2012 | João Miguel À Beira do Caminho                    |
| 2013 | João Miguel Bonitinha, mas Ordinária              |
| 2014 | Vladimir Brichta Muitos Homens num Só             |
| 2015 | Lázaro Ramos O Vendedor de Passados               |
| 2016 | Felipe Kannenberg Leste Oste                      |
| 2017 | Mário Bortolotto Borrasca / Rio de Janeiro        |
| 2018 | Igor Cotrim Os Príncipes Arthur Ávila Dias Vazios |
| 2019 | Adriano Barroso Teoria do Ímpeto                  |

### Década de 2020
| Ano  | Vencedora                                 |
| ---- | ----------------------------------------- |
| 2020 | Guili Arenzon Mudança / Rio Grande do Sul |